# Episparis monochroma
Episparis monochroma är en fjärilsart som beskrevs av George Francis Hampson 1926. Episparis monochroma ingår i släktet Episparis och familjen nattflyn. Inga underarter finns listade i Catalogue of Life.